# Robin Wallinder
Robin Lars Wallinder, född 13 maj 1999, är en svensk fotbollsmålvakt som spelar för Östers IF.

## Karriär
Wallinder fostrades i BK Häcken. I december 2018 värvades han av division 1-klubben Ljungskile SK. Wallinder debuterade den 1 juli 2019 i en 1–0-vinst över IK Oddevold. Totalt spelade tre ligamatcher under säsongen 2019, då Ljungskile blev uppflyttade till Superettan. Wallinder gjorde sin Superettan-debut den 29 juli 2020 i en 1–1-match mot Gais, där han blev inbytt i halvlek mot Erik Dahlin. Totalt spelade Wallinder 17 ligamatcher under säsongen 2020, då Ljungskile blev nedflyttade till Division 1. Efter säsongen 2020 lämnade han klubben.
I december 2020 värvades Wallinder av Örgryte IS, där han skrev på ett treårskontrakt. I februari 2023 värvades Wallinder av Gefle IF, där han skrev på ett ettårskontrakt med option på ytterligare ett år.
I december 2023 värvades Wallinder av Östers IF, där han skrev på ett tvåårskontrakt.